# Hioki
Hioki (日置市, Hioki-shi) est une ville située dans la préfecture de Kagoshima, au Japon.

## Géographie

### Situation
Hioki est située dans l'ouest de la préfecture de Kagoshima, au bord de la mer de Chine orientale.

### Municipalités limitrophes
| Ichikikushikino        | Satsumasendai | Kagoshima |
| mer de Chine orientale | Hioki         | Kagoshima |
| mer de Chine orientale | Minamisatsuma | Kagoshima |

### Démographie
En mars 2021, la population était de 47 634 habitants, répartis sur une superficie de 253,01 km2.

## Histoire
La ville de Hioki a été créée en 2005 de la fusion des anciens bourgs de Fukiage, Higashiichiki, Hiyoshi et Ijūin.

## Transports
La ville est desservie par la ligne principale Kagoshima de la JR Kyushu.

## Jumelage
Hioki est jumelée avec :
- Subang Jaya (Malaisie)
- Namwon (Corée du Sud)

## Personnalités liées à la ville
- Shigenori Tōgō (1882-1950), homme politique
- Masafumi Arima (1895-1944), vice-amiral
- Naokuni Nomura (1885-1973), amiral
- Tsuyoshi Nagabuchi (né en 1956), chanteur
- Izumi Inamori (née en 1972), actrice
- Mika Nakashima (né en 1983), chanteuse